# Всеобщие выборы в Аргентине (2015)
Всео́бщие вы́боры в Аргенти́не 2015 го́да первый тур выборов состоялся 25 октября 2015 года; второй тур состоялся 22 ноября.
Проводятся прямые президентские выборы, выборы в палату депутатов и сенат.
Выборы 257 парламентариев в палату депутатов проводятся по пропорциональной избирательной системе, согласно численности населения провинций.
Избираются также 24 сенатора.
Проходят также выборы региональных парламентов.
43 депутата выбираются в парламент Меркосур.
В президентских и местных выборах впервые принимают участие избиратели начиная с 16 лет, чья активность на выборах 2013 года достигла 80 %[прояснить].

## Первичное голосование на президентских выборах
9 августа прошло обязательное первичное голосование, в котором приняли участие 1,5 % избирателей.
Наибольшую поддержку получил губернатор крупнейшей провинции Буэнос-Айрес Даниэль Сиоли, за которого проголосовали 38,41 % граждан, представлявший правящий блок из 12 партий «Фронт за победу». Его главным соперником на выборах стал мэр аргентинской столицы и основатель консервативной партии «Республиканское предложение» Маурисио Макри, который набрал 24,28 % голосов, представляя коалицию «Давайте изменимся» (Cambiemos), в которую, помимо РП, вошли ещё 6 либерально-консервативных партии и движения.
Третье место занял кандидат центристского «Фронта обновления» (объединившего 9 партий и движений) и бывший глава Кабинета министров Аргентины Серхио Масса (14,23 %). Также удалось преодолеть 1,5-процентный барьер Маргарите Столбицер от левоцентристского «Прогрессивного фронта» (3,51 %), Адольфо Родригесу Саа от перонистского альянса «Федеральный компромисс» (2,11 %) и Николасу дель Каньо от троцкистского «Левого фронта трудящихся» (1,69 %).
Всего на первичных выборах свои кандидатуры на пост главы государства выставляли 15 человек от 11 партий и блоков.
По конституции для победы в первом туре кандидату в президенты необходимо набрать более 45 % голосов или 40 % при условии, что отрыв от его ближайшего соперника превышает 10 %. В противном случае необходим второй тур, который назначен на 22 ноября.

## Опросы общественного мнения
Ещё с апреля 2014 года в качестве кандидатов на пост президента рассматривались Даниэль Сиоли, Маурисио Макри и Серхио Масса. До 2015 года самый большой рейтинг имел Масса, однако с февраля 2015 бессменным фаворитом стал Сиоли, чей рейтинг колебался в районе 40 %, а с июня 2015 устойчивое второе место было у Макри с рейтингом 25-33 %.

## Результаты первого тура президентских выборов
Во второй тур президентских выборов вышли от правящей партии Даниэль Сиоли (37,08 %) и от оппозиции Маурисио Макри (34,15 %), что рассматривалось как серьёзное поражения кандидата от правящей коалиции, рассчитывавшего на победу в первом туре, так как после первого ожидалась консолидация всех антикиршнеровских сил.
Третье место занял центрист С. Масса с 21,39 % голосов, четвёртое — ультралевый кандидат Н. дель Каньо (3,23 %), пятое — М. Столбицер (2,51 %), ранее не договорившаяся о вхождении в блок «Давайте изменимся» и последнее — правый консерватор А. Родригес Саа (1,64 %).

## Выборы в Сенат
29 октября избирались по 3 сенатора от провинций Катамарка, Кордова, Корриентес, Ла-Пампа, Мендоса, Санта-Фе, Тукуман, Чубут.
После выборов правящий «Фронт за победу» получил в Сенате 43 места из 72, «Давайте изменимся» — 19 мест, «Федеральный перонизм» — 7 мест, «Республиканское предложение» — 3 места.

## Выборы в палату депутатов
Избирались 257 депутатов.

Правящий «Фронт за победу» с союзниками получил 132 места (без изменений по сравнению с прошлыми выборами); 
 «Давайте изменимся» — 68 мест; 
«Объединение за новую альтернативу» — 28 мест; 
«Прогрессисты» — 14 мест (+9); 
«Федеральный перонизм» — 5 мест; 
«Левый фронт трудящихся» — 3 места; 
«Народный фронт» — 3 места; 
региональные партии — 4 места (+2).

## Региональные выборы
Выборы губернаторов и депутатов провинциальных парламентов проходят в стране в течение всего года.

Заключительный, 14-й тур, состоялся 25 октября. Выборы прошли в 11 провинциях: (Буэнос-Айрес, Жужуй, Катамарка, Ла-Пампа, Мисьонес, Сан-Луис, Санта-Крус), Сан-Хуан,Формоса, Чубут и Энтре-Риос. 

В шести победил «Фронт за победу» — Катамарка, Мисьонес, Санта-Крус (губернатором стала известный в стране политик Алисия Киршнер, сестра бывшего президента Н. Киршнера), Сан-Хуан,Формоса и Энтре-Риос; 

в трёх — «Федеральный перонизм» — Ла-Пампа, Сан-Луис (губернатором стал кандидат в президенты Адольфо Родригес Саа) и Чубут; 

в двух — «Давайте изменимся» — Буэнос-Айрес и Жужуй
До этого, в течение года, «Фронт за победу» победил в 5 провинциях (Ла-Риоха; Огненная Земля, Антарктида и острова Южной Атлантики; Сальта; Тукуман и Чако); 

«Давайте изменимся» — в двух (г. Буэнос-Айрес и Мендоса); 

«Федеральный перонизм» — в Рио-Негро; 

«Фронт обновления» — в Кордове; 

«Прогрессисты» — в Санта-Фе; 

и региональная «Движение неукенского народа» (левоцентристское) — в Неукене.

## Выборы в парламент Меркосур
43 мандата распределились следующим образом:
«Фронт за победу» — 25 мест; 

«Давайте изменимся» — 12 мест; 

«Объединение за новую альтернативу» — 4 места; 

«Федеральный компромисс» — 1 место; 

«Федеральный перонизм» — 1 место.

## Результаты второго тура президентских выборов
Перед вторым туром произошло ожидаемое объединение всех оппозиционных сил вокруг Маурисио Макри, что обеспечило его победу во втором туре, состоявшемся 22 ноября. Д. Сиоли признал своё поражение уже после подсчёта 70 % голосов. В итоге, хотя М. Макри выиграл только в 8 провинциях из 23, он набрал на 700 тысяч голосов больше и был избран новым президентом страны, положив конец 12-летнему «киршнеризму» (правлению левоцентристов Н. и К. Киршнер).